# Thimlich Ohinga
Thimlich Ohinga é um sítio arqueológico localizado no condado de Migori, a 180km ao sul de Kisumu, no Quênia. O seu nome significa literalmente "a grande floresta me assusta" na língua Luo.
A técnica de construção é comparada à utilizada no Grande Zimbabwe. É formada por uma série de estruturas mais ou menos circulares de pedra, que ocupam uma superfície de 21 hectares, medindo de 1 a 4,2 metros de altura e de 1 a 3 metros de espessura, edificadas sem o uso de nenhuma argamassa pelos Bantus e depois pelo povo Luo, para se defender da pilhagem dos Kalenjin-Nandi. Os vestígios mais antigos da fortalez revelm que esta construção possui cerca de 500 anos e foi utilizada como moradia até 1981.
A região do Lago Vitória possui cerca de 500 estruturas de defesa parecida com este, em 139 locais diferentes, porém esta é a mais bem preservada de todas.

## UNESCO
Foi inscrito como Patrimônio Mundial da UNESCO em 2018 por: "ser um exemplo excepcional da tradição de construções muradas com pedras sem uso de argamassa, típica das primeiras comunidades pastoras da região do Lago Vitória, que existiu do Século XVI até meados do Século XX"